# 소병대도
소병대도(小竝台島)는 경상남도 거제시 남부면에 있는 섬이다. 특정도서로 지정하여 관리되고 있다.

## 특정도서
소병대도는 해식애, 타포니, 시스택, 해식동이 발달하고, 원추형의 수려한 갯바위섬으로서 자연경관이 우수하며, 후박나무, 동백나무 군락이 우수하여 독도 등 도서지역의 생태계보전에 관한 특별법에 의거 특정도서로 지정되었다.
- 지정번호 : 제113호
- 면적 : 12,397m2
- 지번 : 경상남도 거제시 남부면 다포리 산46

## 같이 보기
- 대병대도